# Júlio César de Freitas Filho
Júlio César de Freitas Filho, noto semplicemente come Júlio César (21 marzo 1995), è un calciatore brasiliano, difensore del Chiangrai Utd.

## Caratteristiche tecniche
César gioca nel ruolo di difensore centrale.

## Carriera
Cresciuto nel settore giovanile del Villa Nova, ha esordito in prima squadra il 21 maggio 2014 in occasione del match di Série B perso 1-0 contro il Ponte Preta.